# Abantiades sericatus
Abantiades sericatus là một loài bướm đêm thuộc họ Hepialidae. Đây là loài đặc hữu của Tây Úc.